# Münsingen (Svizzera)
Münsingen (toponimo tedesco) è un comune svizzero di 12 533 abitanti del Canton Berna, nella regione di Berna-Altipiano svizzero (circondario di Berna-Altipiano svizzero); ha lo status di città.

## Storia
Il 1º gennaio 2013 ha inglobato il comune soppresso di Trimstein e il 1º gennaio 2017 quello di Tägertschi.

## Monumenti e luoghi d'interesse

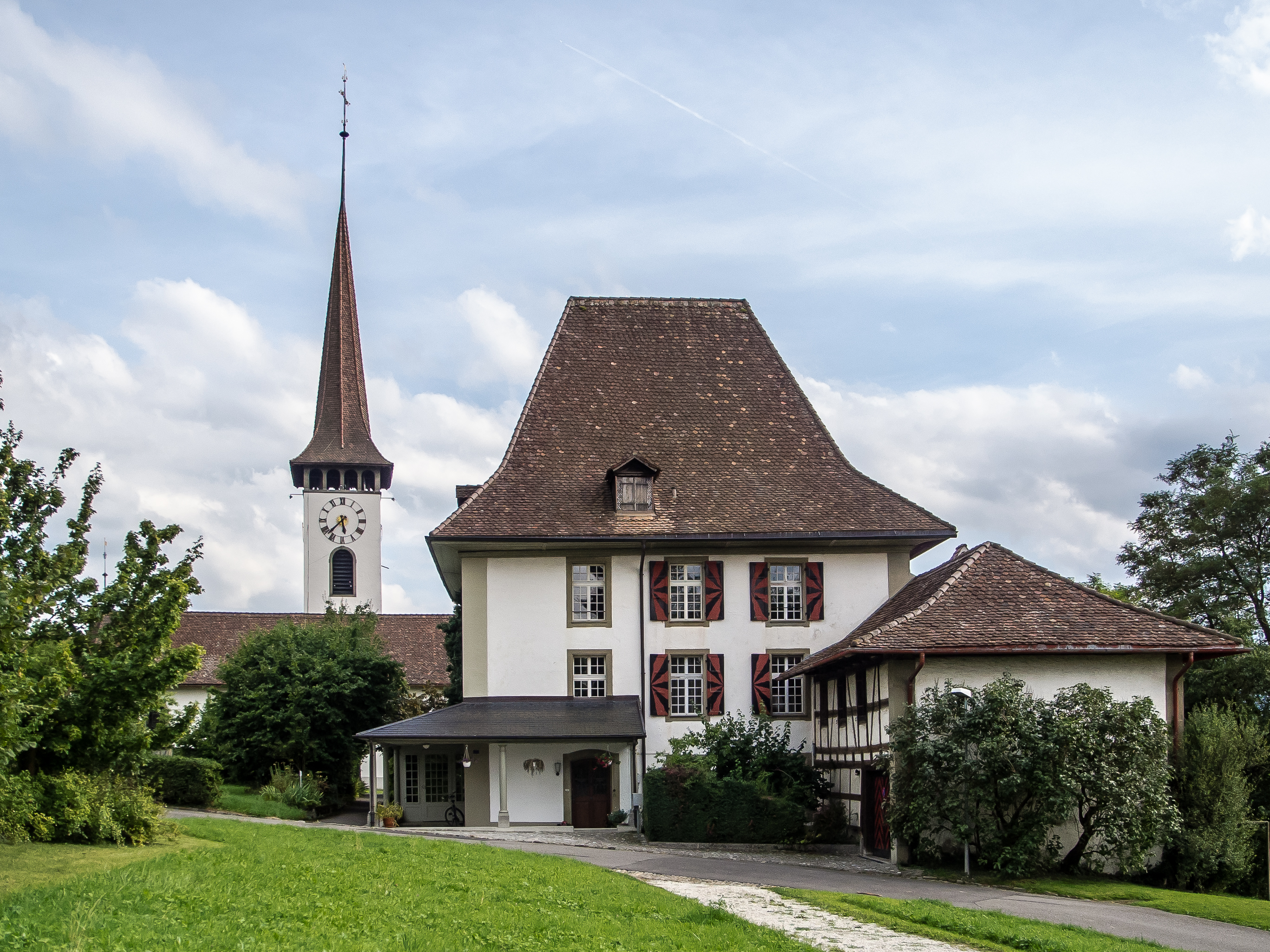
La chiesa riformata con la casa parrocchiale

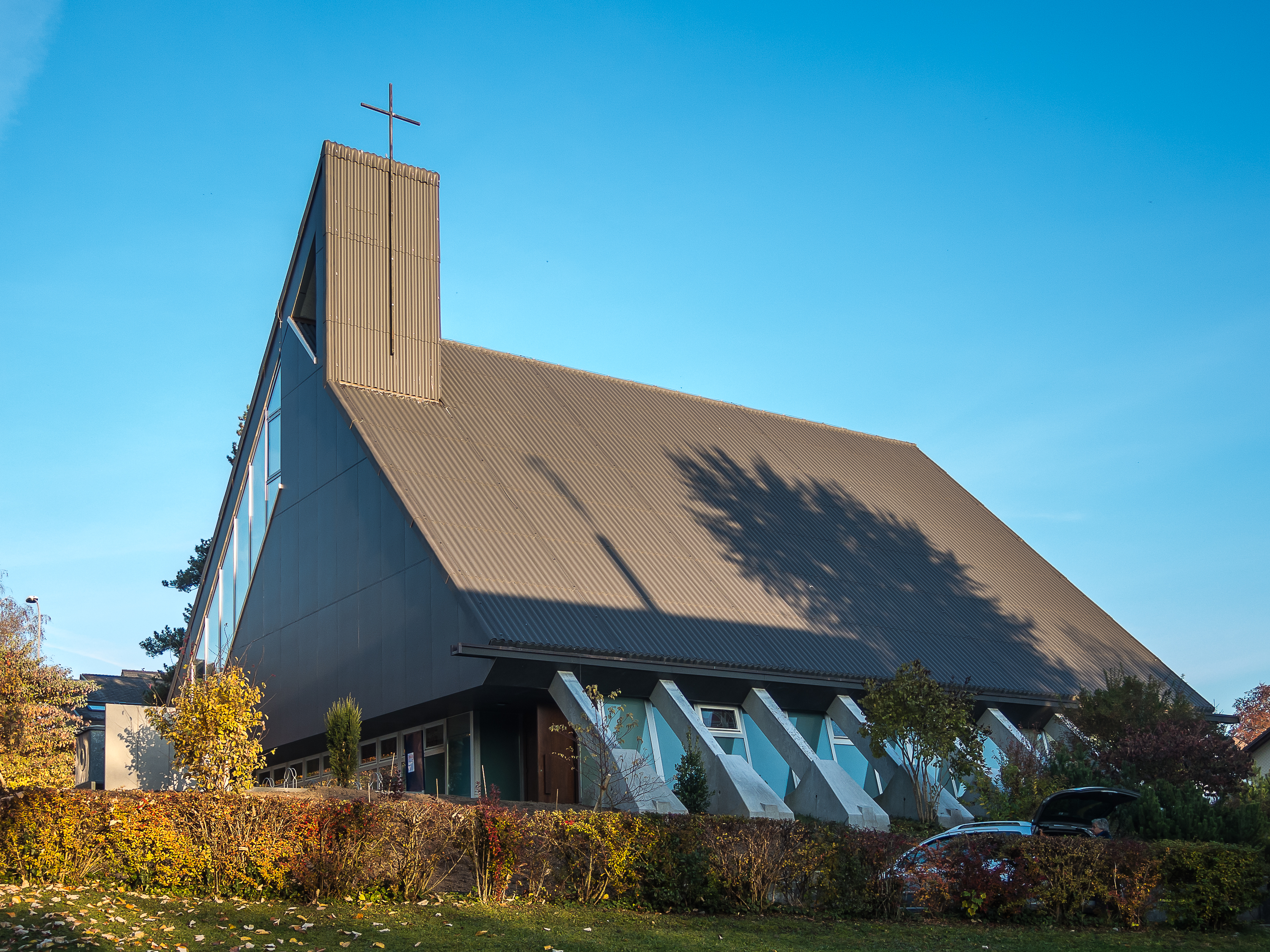
La chiesa cattolica di San Giovanni

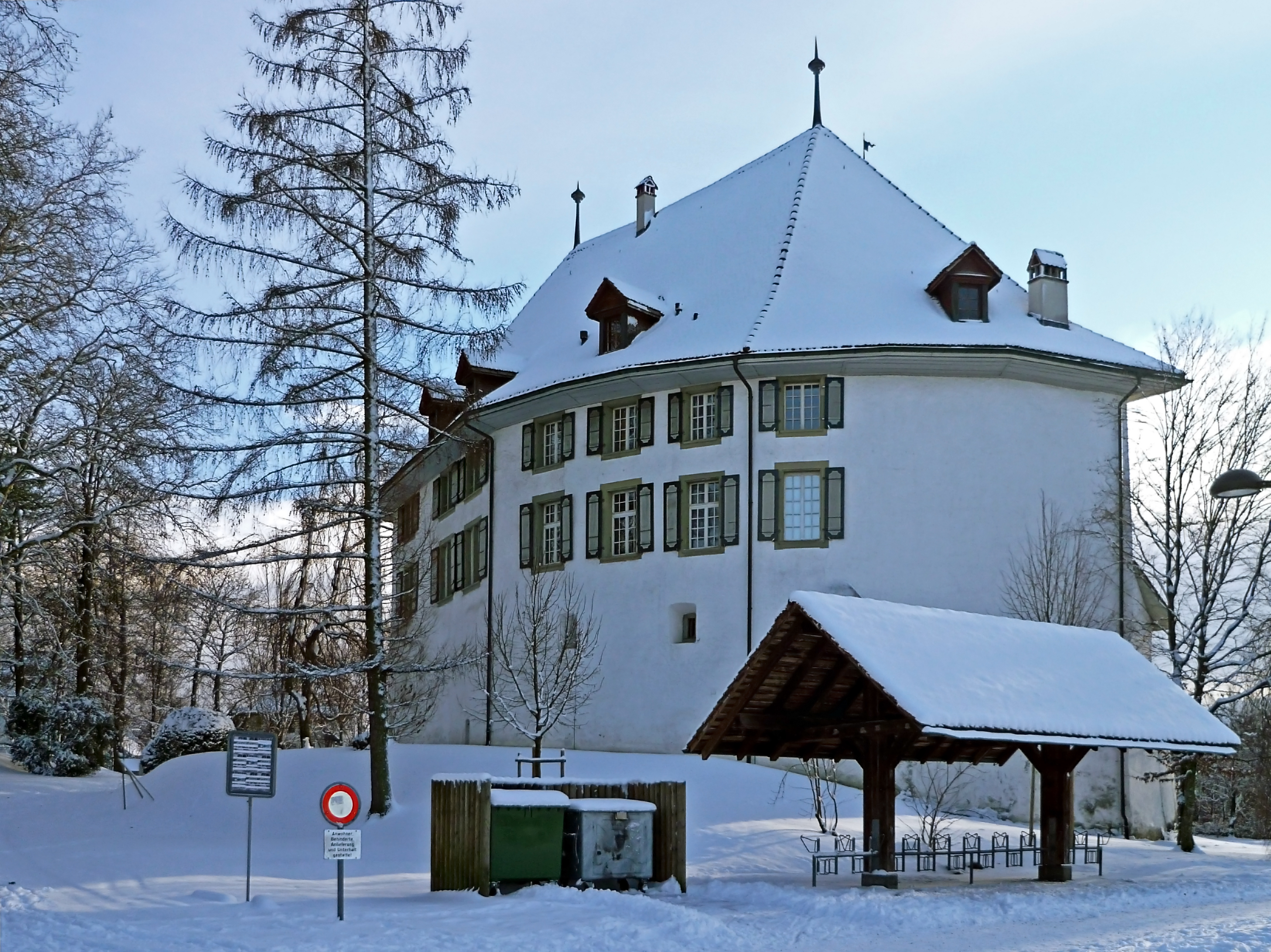
Il castello di Münsingen

- Chiesa riformata (già di San Martino), attestata dal 1146 e ricostruita nel 1709[3];
- Chiesa cattolica di San Giovanni;
- Castello di Münsingen, eretto nel 1550 e ricostruito nel 1749-1753[3].

## Società

### Evoluzione demografica
L'evoluzione demografica è riportata nella seguente tabella:
Abitanti censiti

## Geografia antropica

### Frazioni e quartieri
- Münsingen
  - Schwand
- Tägertschi[5]
  - Ämligen
  - Station Tägertschi
- Trimstein[6]

## Infrastrutture e trasporti

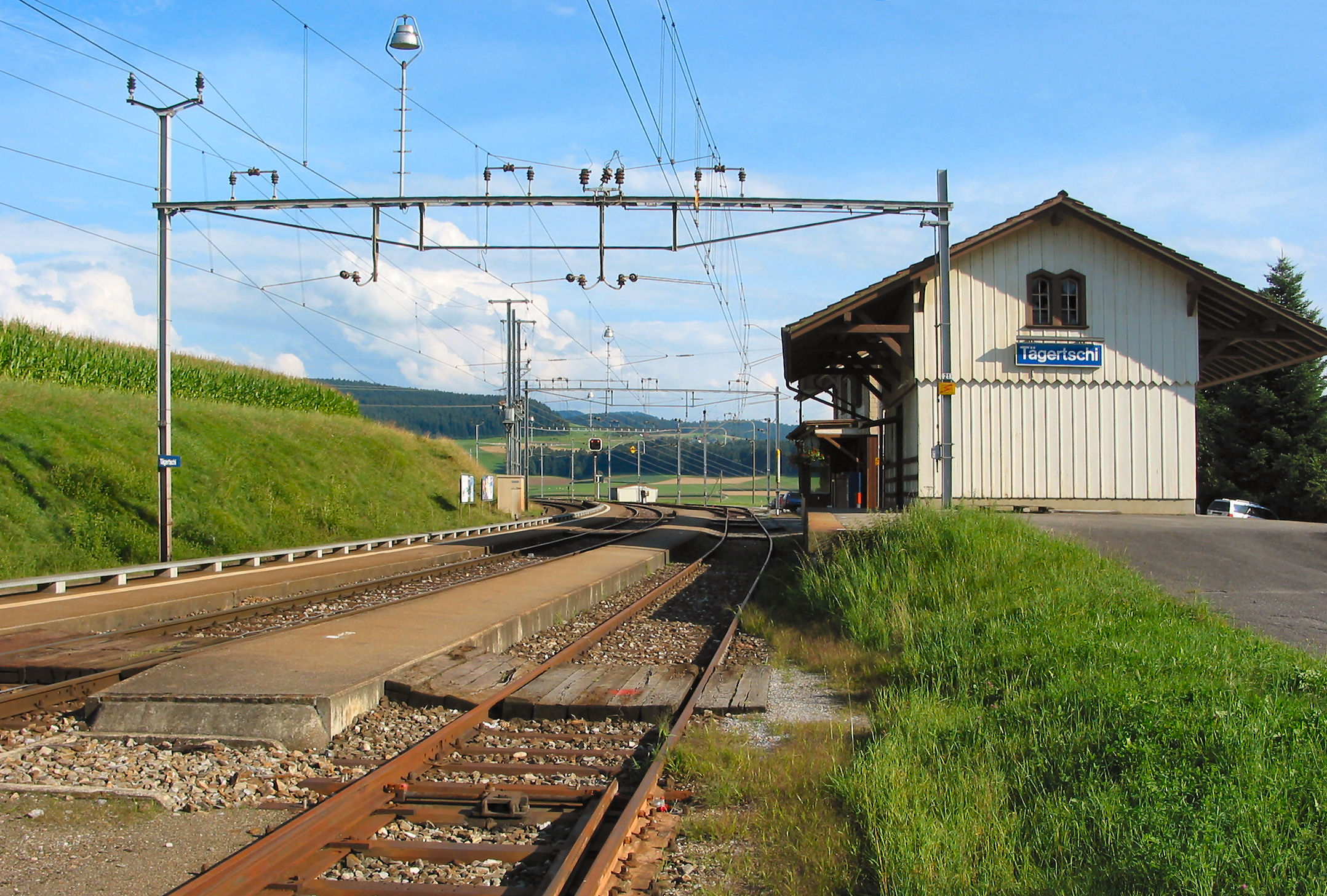
La stazione di Tägertschi

Münsingen è servita dall'omonima stazione sulla ferrovia Berna-Thun e da quella di Tägertschi sulla ferrovia Berna-Langnau.

## Amministrazione
Ogni famiglia originaria del luogo fa parte del cosiddetto comune patriziale e ha la responsabilità della manutenzione di ogni bene ricadente all'interno dei confini del comune.